# 天主教伊拉普阿托教區
天主教伊拉普阿托教區（拉丁語：Dioecesis Irapuatensis）是墨西哥一個羅馬天主教教區，屬萊昂總教區。
教區成立於2004年1月3日，位於瓜納華托州東部，2006年有教友1,077,110人（佔轄區總人口98.4%）、六十一個堂區、151名司鐸。目前教區主教為若瑟·德赫蘇斯·馬丁內斯·塞佩達。